# Norman Francis McFarland
Norman Francis McFarland (* 21. Februar 1922 in Martinez, Kalifornien, USA; † 16. April 2010 in Orange, Kalifornien, USA) war römisch-katholischer Bischof von Orange in Kalifornien.

## Leben
Norman Francis McFarland, ältester von drei Söhnen eines Eisenbahners, studierte am St. Joseph's College in Mountain View und am St. Patrick’s Seminar in Menlo Park. Er wurde am 15. Juni 1946 zum Priester geweiht und war als Seelsorger tätig. Er studierte an der Catholic University of America in Washington, D.C. und wurde in Kirchenrecht promoviert. McFarland war für die Diözesanverwaltung im Erzbistum San Francisco tätig.
Papst Paul VI. ernannte ihn 1970 zum Titularbischof von Bida und zum Weihbischof in San Francisco. Die Bischofsweihe spendete ihm Erzbischof Joseph Thomas McGucken am 8. September 1970. Mitkonsekratoren waren der Bischof von Fresno, Hugh Aloysius Donohoe, und der Bischof von Stockton, Merlin Joseph Guilfoyle. Sein Wahlspruch war „In veritate ambulare“.
Am 6. Dezember 1974 wurde er zum Apostolischen Administrator in Reno (Nevada) bestellt und am 10. Februar 1976 zum Bischof von Reno, ab Oktober desselben Jahres von Reno-Las Vegas, ernannt. McFarland schaffte es, das hochverschuldete Bistum zu entschulden und mit rigidem Finanzmanagement die karitativen Engagements zu sichern.
Papst Johannes Paul II. ernannte ihn am 29. Dezember 1986 zum Bischof von Orange in Kalifornien. Die Amtseinführung fand am 24. Februar des folgenden Jahres statt. Seinem altersbedingten Rücktrittsgesuch wurde am 30. Juni 1998 stattgegeben.
McFarland starb am 16. April 2010 in seinem Haus in Orange an einem Herzstillstand. Er wurde auf dem Holy Sepulcher Cemetery in Orange bestattet.
Bischof McFarland wurde aufgrund seiner Größe (1,95 m) und Gewicht (109 kg) „Big Mac“ genannt.